# Hugues de Saint-Victor
Hugues de Saint-Victor (latin médiéval : Hugo de Sancto Victore) est un philosophe, un théologien et un auteur mystique du Moyen Âge, né en 1096, au manoir de Hartingham en Saxe et décédé le mardi 11 février 1141.

## Biographie
Après les travaux de Derling et de Hugonin on ne doute plus que Mabillon se soit trompé en déclarant qu'il était né à Ypres, en Flandre.
Il était le fils aîné de Conrad, comte de Blankenburg. Son oncle Reinhard, qui avait fait ses études sous la direction de Guillaume de Champeaux à Paris et à Saint-Victor, avait été fait évêque d'Halberstadt à son retour en Saxe. C'est dans le monastère de Saint-Pancrace, à Hamersleben près d'Halberstadt, que Hugues reçut son éducation. Reinhard y avait appelé quelques Victorins qui y apportèrent l'amour des études, de la sagesse et de la science.

« Je me souviens qu'étant encore scolastique, je m'efforçais de retenir les noms de tous les objets qui tombaient sous mes yeux ou qui servaient à mon usage. Je croyais cette connaissance nécessaire pour étudier leur nature. Je relisais chaque jour quelques parties des raisonnements que j'avais brièvement notés par écrit, afin de graver dans ma mémoire les pensées, les questions, les objections et les solutions que j'avais apprises. Souvent j'instruisais une cause, je disposais d'une controverse ; je distinguais soigneusement l'office de l'orateur de celui du rhéteur ou du sophiste. Je calculais, je traçais avec de noirs charbons des figures sur le pavé. Je démontrais clairement des propriétés de l'angle obtus et de l'angle droit. J'apprenais à mesure la surface de la solidité des figures. Souvent je passais les nuits à contempler les astres ; souvent, accordant mon magadam, j'étudiais la différence des sons et je charmais mon esprit par la douceur de l'harmonie. »

— Didascalicon
Les maîtres principaux qui ont influencé Hugues sont : Raban Maur, (lui-même disciple d'Alcuin), Bède le Vénérable, Yves de Chartres et Jean Scot Érigène et quelques autres, peut-être même Denys l'Aréopagite. Malgré l'opposition de ses parents, il prit l'habit de chanoine de saint Augustin à Hamerleve ; avant la fin de son noviciat, les troubles dans le pays firent que son oncle, Reinhardt, lui conseilla d'aller à l'abbaye Saint-Victor de Paris, où ils arrivèrent, un autre oncle appelé Hugues aussi, l'archidiacre d'Halberstadt, déjà fort âgé, et lui, vers 1115. Leur itinéraire n'est pas connu mais grâce à Jean de Saint-Victor on sait qu'ils rapportent les reliques de saint Victor de Marseille, peut-être justement en 1115.
Guillaume de Champeaux, fondateur de l'abbaye toute proche de Paris, après son élection au Siège de Châlons, en 1112, avait été remplacé par Gilduin, sous la direction duquel le monastère gagna encore en réputation pour la piété et l'excellence de son enseignement. C'est sous son autorité et avec ses conseils que Hugues passa le reste de sa vie à étudier, à enseigner et à écrire. Il compléta sa formation avec l'écolâtre et prieur Thomas, mais Hugues semble avoir été très tôt le successeur à la chaire de Guillaume, en 1125, mais peut-être au plus près de 1115 (vers ses vingt ans).
Après la mort tragique de Thomas (20 août 1133), Hugues fut choisi pour lui succéder à la tête de l'école de Saint-Victor et sous sa direction elle connut un brillant succès, le maître y attirant beaucoup d'étudiants. On parle quelquefois de lui comme d'un autre saint Augustin, en raison de sa familiarité avec les travaux de ce grand Père de l'Église, pour la valeur de sa théologie, mais aussi pour son style, ses trouvailles d'expressions, le charme qui s'empare de l'âme du lecteur. En outre, Jacques de Vitry le nomme : « harpe du Seigneur et organe du Saint-Esprit ». À cette époque l'école cessa d'être publique et Hugues n'eut plus que des élèves victoriens.

## Travaux
Ses propres travaux recouvrent le domaine entier des arts et de la science sacrée qu'on enseignait à son époque. Longtemps, pourtant, la plupart des historiens de la philosophie voyaient en lui un mystique aux vues étroites coupé du monde de la pensée et de l'étude, qui a entravé plus qu'aidé le progrès scientifique et dont le symbolisme fantasque a induit en erreur les générations qui l'ont suivi. Un examen sérieux de ses travaux a conduit à une appréciation plus exacte de celui que Harnack (Lehrbuch der Dogmengeschichte, VI) appelle « le théologien le plus influent du douzième siècle ». Grand auteur mystique, il était aussi un philosophe et un théologien scolastique de premier ordre. Essentiellement, il était un grand professeur et c'est ce qui explique que ses œuvres se soient propagées en même temps que ses anciens auditeurs se dispersaient, qu'on les ait fréquemment incorporées dans les traités ultérieurs et qu'on ait publié sous son nom tant de traités apocryphes. Son enseignement a été une des bases de la théologie scolastique et il a fait sentir son influence sur le développement tout entier de la scolastique, car il était le premier qui, après avoir synthétisé les trésors doctrinaux de l'âge des Pères, les a systématisés et les a réunis en un corps de doctrine cohérent et complet. C'était là le travail d'un génie. Mais son grand mérite à la tête de l'école de Saint-Victor s'est manifesté quand l'hétérodoxie et la témérité dogmatique d'Abélard ont mis en danger la nouvelle méthode qui était appliquée à l'étude de la théologie ; Hugues et ses disciples, par leur modération prudente et leur orthodoxie irréprochable, ont alors rassuré les croyants inquiets et ont acclimaté la nouvelle méthode scientifique dans les écoles catholiques.

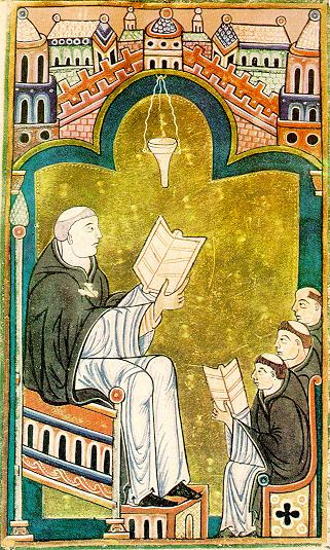
Hugues de Saint-Victor - miniature anglaise anonyme, extraite d'une copie du De Arca Morali du XIIIe siècle (Bodlein Library, Oxford, Ms. Laud. Misc. 409, f° 3v.).

Le travail de classification théologique fit de grands progrès au temps d'Abélard, et dans les « Summæ » furent condensés les résumés encyclopédiques de toute la théologie. Le « Sic et Non » (oui et non, 1123) d'Abélard avait tracé les plans sur lesquels ont été bâties les « Summæ » ; mais elles ont reproduit les désavantages de l'œuvre dont elles étaient sorties et où les difficultés exposées dans les pro et les contra étaient souvent laissées sans solution. L'introduction de processus d'une logique plus sévère a culminé dans la fusion de l'érudition patristique et de la spéculation rationnelle réalisée par la nouvelle méthode de dialectique constructive. Après que le dogme avait été établi par l'interprétation des Saintes Écritures et des Pères de l'Église, on cherchait à en montrer le caractère rationnel à l'aide de la philosophie. Cette application de la dialectique à la théologie mena Abélard jusqu'à l'hérésie et les théologiens du XIIe siècle se divisèrent profondément quant à sa légitimité. Elle fut défendue par les Écoles abélardienne et victorienne et c'est d'elles que vient ce qui est connu au sens propre sous le nom de théologie scolastique. L'École abélardienne de théologie continua son existence même après la condamnation de son fondateur en 1141, mais resta sous l'influence de l'École victorine, laquelle à son tour sentait l'influence de l'École abélardienne, mais sut se conserver dans les limites de l'orthodoxie. Ainsi toutes deux contribuèrent au triomphe de la scolastique.
Quiconque essaierait de faire une synthèse de l'enseignement de Hugues devrait d'abord examiner de façon critique l'authenticité des traités qu'on a inclus dans l'édition de ses travaux, et certains des historiens les plus autorisés en philosophie et en théologie se sont lourdement trompés pour n'avoir pas observé cette précaution élémentaire. D'autres encore ont concentré leur attention sur ses écrits concernant la théologie mystique, là où règne en maître absolu le surnaturel, si bien qu'ils ont essayé d'apprécier l'enseignement philosophique d'un auteur à partir des données fournies par ses tentatives pour expliquer ce qui se passe dans l'âme possédée par la charité parfaite ; tout cela ne peut qu'embrouiller. Hugues nous a laissé un matériel suffisant, en philosophie et en théologie, où les explications rationnelles voisinent avec l'enseignement révélé, pour nous permettre de nous former une opinion solide sur sa position comme philosophe, comme théologien et comme mystique.

### LeDidascalicon
Dans la préface du Didascalicon, Hugues expose son projet : 

« La lecture occupe la première place dans les études. Le présent livre en traite, en donnant des règles pour lire. [...] La première partie comporte l’instruction du lecteur ès arts, la seconde, celle du lecteur en science religieuse. [...] Voici la méthode suivie dans cette instruction : d’abord montrer ce qu’on doit lire, puis dans quel ordre et comment on doit lire. »

— Didascalicon, préface
Il s'agit d'un traité de lecture littérale de la Bible. Hugues y propose un classement nouveau des sciences. Il divise la philosophie en quatre branches : théorique, pratique, mécanique, logique. Chacune se subdivisant de nouveau. La théorique comprend la théologie, la mathématique, la physique. La philosophie pratique ayant elle-même trois parties : morale personnelle, morale privée, morale publique. La mécanique a sept branches : art textile, technique, agriculture, chasse, médecine, théâtre. Enfin la logique comprend : la grammaire et l'art du raisonnement. Dans le cadre de l'école, c'est d'abord la logique et la mathématique qui sont enseignées.
« la marque du génie de Hugues, c'est précisément d'avoir fait tenir sous un même regard, et dans la pratique d'une même vie, ce qu'on ne voit d'ordinaire que dissocié. »
Hugues possédait une curiosité intellectuelle et vaste culture. Il recommandait à ses disciples de tout apprendre parce que rien n'est inutile : « Apprends tout, tu verras ensuite que rien n'est superflu ; une science réduite n'a rien qui plaise » disait-il. « Pour lui la philosophie est l'ensemble des sciences connues par la raison, l'ensemble des arts libéraux » : « Tous les arts de la nature sont au service de la science divine ; la sagesse intérieure, correctement ordonnée, conduit à la supérieure (Hugues de Saint-Victor). »
À noter que le terme Scriptura sacra a une acception plus large pour Hugues que pour nous qui la bornons aux écrits Canoniques. Il comprend, les écrits des conciles, des docteurs et Pères de l'Église : Augustin, Jérome, Grégoire, Ambroise, Isidore, Origène, Bède. Mais l'autorité est moindre (cf. De scripturis et scriptoribus sacris).

### L’hebraica veritas
Hugues de Saint-Victor « a contribué à renouveler les méthodes d'herméneutique traditionnelle (Jean Châtillon) ». Hugues dit : « Je m'étonne de la témérité de ceux qui se prétendent maîtres de l'explication symbolique, quand ils ignorent le sens original de la lettre. » Il pousse les étudiants à chercher dans le texte l' hebraica veritas sous les traductions latines. On peut citer parmi ses élèves, André de Saint-Victor qui est un important exégète, plus systématique que son prédécesseur, et qui jouera un rôle central dans le courant médiéval, comme des études récentes semblent le confirmer. Hugues affirme sans cesse « que la lettre est la base de l'édifice herméneutique. »

« Le fondement et le principe de la doctrine sacrée est l'histoire, c'est d'elle que l'on peut extraire la vérité de l'allégorie, c'est d'abord le sens littéral, comme on extrait le miel du rayon de miel. »

— Didas. VI, 3.
Alors même que Rachi (1040–1106) avait pour point cardinal « la réfutation de l'exégèse chrétienne, surtout dans ses expressions allégoriques » on pense que Hugues avait été aidé dans ses études bibliques littérales, notamment pour ses notes sur le Pentateuque, Juges et Rois, par des rabbins du nord de la France, disciples du maître de Troyes.
Hugues semble connaître le grec, car il donne l'étymologie d'un grand nombre de mots et corrige par exemple la traduction latine de Scot Érigène des Hiérarchies de Denys ; mais rien n'est moins sûr pour l'hébreu qu'il peut tirer de saint Jérôme mais il ne semble pas connaître de première main les textes de Platon, mais seulement par Augustin (354-430) et Aristote ou (?) Boèce (480-524).

### Les commentaires sur laHierarchia cælestis
Le Commentariorum in Hierarchiam cælestem S. Dionysii Areopagitæ libri X est, après le De sacramentis, le plus considérable en taille que nous ait laissé Hugues. Il est dédié à Louis VII couronné en 1137, mais la dédicace est cependant absente du manuscrit. Vers 1140, on sait que Jean Sarrazin et Hugues avait collaboré à une traduction du grec de ce livre de Denys qui semble par ailleurs être un ardent diffuseur du corpus dionysien au XIIe siècle. L'originalité et la maturité de la réflexion sur Denys du présent texte, le confirment. Dominique Poirel, argumente même sur une connaissance de Denys du victorin antérieure même à sa venue à Paris pour expliquer cette approfondissement dionysien. Les sources du texte de l'Aréopagite étant de provenance allemande, cela renforce la supposition.
Avant lui, Jean Scot Érigène avait glosé sur la Hierarchia cælestis de Denys, posant, avec Augustin avant lui, les bases de l'universalité de l'allégorie. Hugues reprend cette lecture figurative pour son compte et en développe les métaphores :

« Tous les objets visibles nous sont offerts de façons visibles pour éveiller notre sens symbolique, c'est-à-dire qu'il nous sont proposés, à travers leur transmission figurée, en vue d'une signification des objets invisibles. »

— Commentariorum in Hierarchiam..., col. 978.

Le franciscain Saint Bonaventure voit en lui un théologien complet tout à la fois spéculatif, moraliste et mystique : 

« Anselme est maître en raisonnement, Bernard en prédication, Richard en contemplation. Quant à Hugues il excelle à la fois dans les trois. »

— Saint Bonaventure

D'ailleurs, Dante, dans son Paradis montre Hugues en compagnie de Bonaventure, Pierre le Mangeur et d'autres bienheureux : 

« Ugo da San Vittore è qui con elli [Hugues de Saint-Victor est ici près d'eux] »

— La Comédie, 'Paradis' Ch. XII, v. 133
En Angleterre, l'abbaye de Saint-Alban recherchait partout les écrits de Hugues et envoyait un de ses religieux à Richard de Saint-Victor avec pour mission d'obtenir les ouvrages manquants.
Michel Schneider, dans son Glenn Gould piano solo, rapproche la mystique de Hugues de l'attitude du musicien.

## Catalogue des œuvres authentiques
Son œuvre est considérable. Elle occupe trois volumes de la Patrologie Latine de Migne, même si l'on doit ajouter d'autres ouvrages et en retirer nombre d'apocryphes. On articule ce corpus en Dogme & morale, Exégèse, Mysticisme & piété, d'autres écrits et enfin quelques œuvres douteuses.

### Dogme & morale
- Didascalicon ou Eruditio didascalica (vers 1135) (PL. CLXXVI, Col. 739-812) En six livres. C'est un traité de l'étude des arts libéraux et de l'Écriture. Les livres V et VI constituent un petit traité d'exégèse. C'est une refonte complète du De doctrina christiana de Saint Augustin[24]. Son sous-titre De arte legendi, se traduit mot à mot par l'art de lire, mais, il est plus juste de l'entendre comme un art d'enseigner (legere/lectio), ou même de se cultiver. Trad. fr. : L'art de lire. Didascalion, Le Cerf, coll. "Sagesses chrétiennes", 1991, 243 p.
- De operibus trium dierum (PL. CLXXVI, Col. 812-838) Il s'agit du livre VII du précédent.
- De sacramentis fidei chritianæ [Des sacrements de la foi chrétienne] (PL. CLXXVI, Col. 173-618) L'ouvrage majeur d'Hugues, reste inachevé à sa mort en 1141. Le mot sacrement est à prendre au sens de "chose sacrée", ou "signes sacrés" qui sont propres à nous faire connaître les mystères de la foi. L'ouvrage est entrepris bien avant 1133 et peut-être poursuivi jusqu'en 1141. Postérieur aux Institutiones (qui cite une partie des ch. 2-3), au De quinque septenis et aux Chronica qui s'arrêtent à Honorius II, encore vivant (règne 1124-1130). Hugues aborde d'abord la création, le péché, la chute et la loi. Dans la seconde partie il s'occupe de l'incarnation et la rédemption : le Christ, l'Église, les sacrements et l'eschatologie. Il reprend le contenu du Periphyseon de Jean Scot Érigène mais il expose une utilisation des symboles auparavant inconnue dans la théologie.
- De sacramentis legis naturalis et scriptæ [Des signes sacrés de la loi naturelle et écrite] (PL. CLXXVI, Col. 17-42) En deux livres : le premier de la création du monde à l'incarnation du verbe, le second jusqu'à la consommation finale. Il s'agit d'une somme théologique, mais moins spéculative qu'historique.
- Institutiones in decalogum legis dominicæ (PL. CLXXVI, Col. 9-17) Le chapitre IV De substantia dilectionis et charitate ordinata a été attribué à Saint-Augustin. Il s'agit d'un traité sous forme de sermon indépendant des Institutiones.
- De quatuor voluntatibus in Christo (PL. CLXXVI, Col. 841-846)
- De sapientia animæ Christi an æqualis cum divina fuerit (PL. CLXXVI, Col. 845-856)
- De B. Mariæ virginitate (PL. CLXXVI, Col. 857-876)
- De Assumptione B. Mariæ sermo (PL. CLXXVI, Col. 1209-1222)
- De quinque septinis seu septenriis (PL. CLXXVI, Col. 405-414) L'ouvrage traite des sept péchés capitaux, des sept dons du Saint-Esprit, des sept vertus principales, des sept béatitudes, sept demandes du Pater...

### Exégèses
- De scripturis et scriptoribus sacris prænotatiunculæ (PL. CLXXV, Col. 9-28). Il s'agit d'un traité d'herméneutique où Hugues de Saint-Victor distingue les quatre sens selon lesquels on peut interpréter les Saintes Écritures. Les chapitres VI-XII sont dans l’Eruditio didascalica.
- Adnotationes elucidatoriæ in Pentateuchon (PL. CLXXV, Col. 29-86) Texte sans doute très interpolé.
- Adnotationes elucidatoriæ in libros Regum (PL. CLXXV, Col. 95-114)
- In Salmonis Ecclesiasten homiliæ XIX (PL. CLXXV, Col. 113-256)
- Adnotationes elucidatoriæ in Threnos Jeremiæ (PL. CLXXV, Col. 256-322)
- Explanatio in Canticum B. Mariæ (PL. CLXXV, Col. 413-432) Parfois faussement attribué à Saint-Augustin.
- Orationis dominicæ expositio (PL. CLXXV, Col. 774-789)

### Mysticisme & piété
- De institutione novitiorum (PL. CLXXVI, Col. 925-952), dû en partie également à Gérard Ithier, 7e prieur de Grandmont[25].
- Commentariorum in Hierarchiam cælestem S. Dyonisii Areopagitæ libri X (PL. CLXXV, Col. 923-1154) L'œuvre porte sur la céleste hiérarchie (classe des anges) du pseudo Aréopagite (Ve siècle). Il y distingue la philosophie mondaine de la théologie divine. La diffusion n'a pu commencer qu'après la mort de l'auteur grâce à l'initiative de Gilduin.
- De arca Noe morali (PL. CLXXVI, Col. 617-680) (1125–1130)[26] :

« Comme illustration de cette construction spirituelle, je vous donnerai l'Arche de Noé que votre œil verra extérieurement : ainsi votre âme, intérieurement, se façonnera à sa ressemblance. Vous verrez des formes, des couleurs, des figures qui plairont à votre œil... L'Arche signifie l'Église et l'Église le corps du Christ ; j'ai donc dessiné la personne entière du Christ, tête et membres, en forme visible pour vous le représenter clairement. »

— De Arca Noe Morali, PL CLXXVI, col. 622.
En poursuivant l'image, l'arche renvoie aussi à l'âme, qui après la chute, elle aussi doit être restaurée, grâce à la contemplation. L'ouvrage est issu des collatio, entretien libre entre le maître et ses étudiants. Il en garde le ton de l'oralité, mais le texte est très construit. À destination de ces cours, Hugues a exécuté un grand dessin, exégèse visuelle et clairement pédagogique, dont la description se retrouve dans le De libellus de formatione archae ou De archa mystica. P. Sicard, éditeur de l'édition moderne, a repéré des centaines de manuscrits reproduisant ces œuvres souvent rapprochées, ce qui en indique le succès.
- De arca Noe mystica (PL. CLXXVI, Col. 681-704) L'œuvre a parfois été attribuée à tort à Richard de Saint-Victor (Gerson, De libris legendis a religiosis in Opera, Paris, 1606).
- De vanitate mundi et rerum transeuntium usu (PL. CLXXVI, Col. 703-740) L'ordre est chronologique, puisque les textes s'appellent successivement et daté entre 1124 et 1130.
- De meditando seu meditandi artificio (PL. CLXXVI, Col. 993-998)
- De modo orandi ou De Virtute orandi (PL. CLXXVI, Col. 977-988). Écrit vers 1128 et 1138. Il s'agit d'un traité qui analyse les différents types de prières. Hugues jouant sur le double sens du mot oratio, cherche à intérioriser les paroles sacrées, de l'Écriture ou des Psaumes notamment, reliant conscience individuelle et prière collective. R. Goy recense près de 266 manuscrits de l'œuvre[28]. Ce qui en démontre bien le succès.
- Soliloquium de arrha animæ (PL. CLXXVI, Col. 951-970) Des fragments ont été mêlés à trois œuvres de Saint-Augustin. Au Moyen Âge soliloquium se s'entend que du dialogue de l'homme avec son âme ou avec Dieu. Le style de l'œuvre est particulièrement remarquable puisque nous avons tour à tour des hémistiches rimés ou des strophes entières.
- De amore sponsi ad sponsam (PL. CLXXVI, Col. 987-988)
- De laude charitatis (PL. CLXXVI, Col. 969-976)

### Autres
- Sententiæ de divinitate (1125–1130) :

« Tandis que dans les autres livres - je veux dire les livres des païens - trois réalités sont en cause, à savoir la chose, la signification et les mots, et que les mots n’expriment la chose que moyennant la signification, il en va bien différemment pour ce qui est de la parole divine. Là en effet, ce ne sont pas seulement les mots qui expriment la signification et les choses, mais les choses elles-mêmes qui signifient d’autres choses. Il en ressort à l’évidence que la connaissance des arts libéraux est fort utile à la connaissance des divines Écritures : la grammaire en effet traite de l’expression des mots, la dialectique de leur signification, et la rhétorique à la fois de l’une et de l’autre. Le quadrivium pour sa part donne la connaissance des choses. De la sorte le trivium et le quadrivium servent à la parole divine. »

- De tribus diebus (entre 1115–1118 et 1120–1121[30]) est peut-être l'un des tout premiers ouvrages d'Hugues de Saint-Victor. Il influencera fortement par sa lecture, Vincent de Beauvais, Saint Bonaventure. L'objet du livre, articulé en trois parties (trois journées), est d'enseigner la connaissance de Dieu et l'itinéraire spirituel, à travers l'admiration du monde visible. En ce qui concerne la doctrine de la Trinité, Hugues rapporte l'injonction divine « de faire retour sur soi et de reconnaître la puissance, la sagesse et la bonté du Créateur » (potentia, sapientia, bonitas ou théorie des "appropriations trinitaires") ; dans une dizaine d'écrits du Victorin, on retrouve cette qualification trinitaire avec des mots approchants. « Le propos initial du De tribus diebus  est de montrer comment ces trois attributs, un dans l'essence et dans l'action créatrice de Dieu, existent à nos yeux par leur manifestations visibles[31]. »
- Epitoma in philosophiam ou Epitome Dindimi in philosophiam sorte de résumé des parties philosophies du Disdascalicon.
- De unione corporis et spiritus (PL. CLXXVII, Col. 285-289)
- Grammatica magistri Hugonis
- Pratica geometrice
- Mappa mundi (perdu, mais assurément écrit puisqu'il est cité dans trois autres textes d'Hugues)
- Chronica Chronologie universelle des papes et des empereurs. L'ouvrage avait été parfois classé dans les attributions douteuses, mais est aujourd'hui bien établi. Intitulé aussi De tribus maximis circumstantiis
- Epistolæ (PL. CLXXVI, Col. 1011-1018) Lettres à Saint-Bernard, Gauthier de Mortagne, Jean évêque de Séville, etc.

## Ouvrages d'attribution douteuse
S'ajoutent de nombreuses œuvres d'attribution douteuses ou d'œuvres abondamment interpolées. Citons seulement pour mémoire :
- Miscellanea Collection d'écrits interpolés, de citations connues par ailleurs de différents auteurs...
- Summa sententiarum Somme de théologie moins vaste que De sacramentis chritianæ, mais néanmoins substantielle, bien qu'inachevée. Elle a été attribuée quelque temps à Pierre Lombard (1100-env. 1160), l'auteur des Sentences dont les commentaires sont si importants pour l'exégèse de la théologie médiévale[32], mais d'autres recherches ont montré tour à tour la parenté ou l'éloignement spirituel avec Hugues de Saint-Victor. Outre l'attribution, l'antériorité des ouvrages n'a pu être clairement posée non plus. Cependant quelques arguments sont frappants pour ne pas retenir Hugues comme auteur. Par exemple il cite l'autorité de Gilbert de la Porrée (v. 1080–1154), alors qu'Hugues de nomme jamais des contemporains par ailleurs (à l'instar des scolastiques), et que Gilbert semble peu connu à l'époque.
- La paternité de sa Pratica geometrie n'a pas toujours été reconnue[33].

## Manuscrits
- Paris, Bibliothèque Mazarine Ms. 717 (édition de Gilduin)
- "De Archa Noe", Bibliothèque du Patrimoine de Clermont Auvergne Métropole. MS 112, en ligne sur Overnia.

## Éditions
Les anciennes éditions mêlent apocryphes ou œuvres authentiques et oublient nombre de traités importants, il faut donc les utiliser avec précaution.
pour les anciennes, il faut citer
- Paris, 1518 1 in folio
- Paris, 1526 3 in folio par les victoriens
- Venise, 1588 3 in folio éd. par Thomas Garzoni, chanoine régulier de Saint-Jean de Latran
- Cologne & Mayence, 1617
- Paris, 1648 par les victoriens, et reproduite, dans un autre ordre, dans la
- Patrologia Latina de Migne, t. CLXXV-CLXXVII, Paris, 1854[34].

pour les modernes on trouvera
- Hugo de Sancto Victore. Super Ierarchiam Dionysii, éd. D. Poirel, Corpus Christianorum. Continuatio Mediaevalis 178, Turnhout: Brepols Publishers, 2015  (ISBN 978-2-503-04781-2)
- Didascalicon. De studio legendi. A critical Text, éd. Charles Henry Buttimer, Studies in Medieval and Renaissance Latin, X, Washington, 1939.
- Didascalicon. L'art de lire, introduction, traduction et notes par Michel Lemoine, Paris, Cerf, 1969 rééd. 1991, 248 p.
- Six opuscules spirituels, éd. et trad. R. Baron, Paris, 1969. Contient : De meditatione, La parole de Dieu, La réalité de l'amour, Ce qu'il faut aimer vraiment, les cinq septenaires, Les sept dons de l'Esprit saint.
- Hugues de Saint Victor et son école, anthologie de textes, traduits et commentés par Patrice Sicard, Brepols, 1991.
- De Arca Noe, De libellus de formatione archae, Turnhout, Brepols, 2001
- De tribus diebus, Turnhout, Brepols, 2002, 102 p.
- Une Édition bilingue, dirigée par Patrice Sicard, est en cours chez Brepols.
  - Tome 1 : De Institutione Novitiorum, De virtute Orandi, De laude caritatis, De arrha animae.
  - Tome 2 : Epistome Dindi in philosophiam, Practica geometricae, De grammatica.

#### En français
Livres
- P. Sicard, Iter Victorinum. La tradition manuscrite des œuvres de Hugues et de Richard de Saint-Victor. Répertoire complémentaire et études, Turnhout: Brepols Publishers, 2015 (Bibliotheca Victorina, 24)  (ISBN 978-2-503-55492-1)
- Roger Baron, Science et sagesse chez Hugues de Saint-Victor, Paris, 1957. Contient une bibliographie générale p. 231-263.
- Gilbert Dahan, Les Intellectuels chrétiens et les Juifs au Moyen Âge, Cerf, 1990.
- M-M Davy (Dir.), Encyclopédie des mystiques, chapitre l'École cathédrale de Saint-Victor par J-P. Renneteau, Payot, t. 2, 1972, 1977, p. 166 sqq.
- D. Van den Eynde, Essai sur la succession et la date des écrits de Hugues de Saint-Victor, Rome, 1960.
- B. Hauréau, Les œuvres de Hugues de Saint-Victor, Paris, 1886.
- Barthélemy Hauréau, op. cit. and Notices et extraits des manuscrits latins de la Bibliothèque Nationale, passim.
- Ivan Illich, Du lisible au visible. Sur l’art de lire de Hugues de Saint Victor, Cerf, 1991, 152 p.  (ISBN 2-204-04334-6)
- Jean Longère (éd.), L'abbaye parisienne de Saint-Victor au Moyen Âge. Communications présentées au XIIIe Colloque d’Humanisme médiéval de Paris (1986-1988), Paris / Turnhout, 1991 (Bibliotheca Victorina, 1).
- A. Mignon, Les origines de la scolastique et Hugues de Saint-Victor, Paris, 1895.
- Dominique Poirel, Hugues de Saint-Victor, Cerf, 1998, 168 p.  (ISBN 2-204-05719-3).
- Dominique Poirel (éd.), L'école de Saint-Victor de Paris. Influence et rayonnement du Moyen Âge à l'Epoque moderne, Turnhot Brepols, 2010.
- P. Sicard, Diagrammes médiévaux et exégèse visuelle. Le 'Libellus de formatione arche' de Hugues de Saint-Victor, Turnhot Brepols, 1993.
- Pierre Riché & Guy Lobrichon (Dir.), Le Moyen Âge et la Bible, chapitre Les écoles du XIIe siècle par Jean Châtillon, Beauchesne, 1984, p. 163-197.
- Damien van den Eynde, Essai sur la succession et la date des écrits de Hugues de Saint-Victor, Rome, Pontificium Athenaeum Antonianum, 1960.

Encyclopédies
- Jean Châtillon, « La Bible dans les écoles du XIIe siècle », paragraphe l'école de Saint-Victor, dans Le Moyen Âge et la Bible, Beauchesne, 1984.
- Maurice De Wulf, Histoire de la philosophie médiévale (Louvain, 1900), p. 220-221.
- Jean Jolivet, « La philosophie médiévale en occident », dans Histoire de la philosophie, t. 1, Encyclopédie de la Pléiade, Gallimard, Paris, 1969.
- F. Vernet, « Hugues de Saint-Victor », dans Dictionnaire de Théologie catholique, Paris, Librairie Letouzey, 1927, t. 7, p. 239 sqq.

Articles
- Dom André Wilmart, « Opuscules choisis de Hugues de Saint-Victor », Revue bénédictine, t. 45,‎ 1933, p. 242-248 (lire en ligne)
- Michel Lemoine, « Le sport chez Hugues de Saint-Victor et de leurs conséquences à la fin du XIVe siècle », dans Jeux, sports et divertissements au Moyen Âge et à l'âge classique, Chambéry, éditions du CTHS, 1993, 131-140[35]
- Sylvain Piron, « L’origine des chapitres ultimes du Didascalicon de Hugues de Saint-Victor », dans Revue d’histoire des textes, t. 23, 1993

Manuscrits & enluminures
- Ms. Troyes, Bibl. mun., ms. 1044, fos 1 et 16 Pages du manuscrit de Hugues de Saint-Victor : Commentaires sur les Lamentations de Jérémie
- Paris, Bibliothèque Mazarine, ms. 717 Pages du manuscrit de Hugues de Saint-Victor : Didascalicon, début du livre VI, consacré à la lecture de l'Écriture sainte.
- La répartition des domaines du savoir selon le Didascalicon Didascalicon, Hugues de Saint-Victor, Paris fin XIIe- début XIIIe. Ms. BnF.
- La mort de Hugues saint-Victor Ms. 26 f° 93r, « Composition de la sainte écriture, ou le "Ci nous dit" », Chantilly, musée Condé.

#### Autres langues
- (en) Ivan Illich, In the Vineyard of the Text: A Commentary to Hugh's Didascalicon (University of Chicago Press, 1993)  (ISBN 0-226-37235-9). Version française dans les Œuvres complètes, Volume 2 (Fayard, 2005)  (ISBN 2-213-61954-9)
- (en) R. Moore, Jews and Christians in the Life and Thought of St. Victor (USF, 1998)  (ISBN 0-7885-0426-6)
- (en) Dan Graves, Scientists of Faith Kregel Publications(1996)  (ISBN 0-8254-2724-X)
- (en) Mary Carruthers, The Book of Memory – A Study of Memory in Medieval Culture, Cambridge, New York, Melbourne: Cambridge UP, 1990 (= Alastaire Minnis (Hg.): Cambridge Studies in Medieval Literature, 10)
- (de) article par H Denifle in Archiv für Literatur und Kirchengeschichte des Mittelalters, iii. 634-640 (1887)
- (de) J. Kilgenstein, Die Gotteslehre des Hugo von St Victor (1898)
- (de) Rudolf Goy, Die Überlieferung der Werke Hugos von St. Viktor. Ein Beitrag zur Kommunikationsgeschichte des Mittelalters, Stuttgart: Hiersemann, 1976 (= Monographien zur Geschichte des Mittelalters, 14)
- (de) Kurt Ruh: Die Grundlagen durch die Kirchenväter und die Mönchstheologie des 12. Jahrhunderts, München: Beck 1990 (Kurt Ruh: Geschichte der abendländischen Mystik, 4 Bde., 1)